# BGL Luxembourg Open 2017 - Qualificazioni singolare
Le qualificazioni del singolare femminile del BGL Luxembourg Open 2017 sono state un torneo di tennis preliminare per accedere alla fase finale della manifestazione. Le vincitrici dell'ultimo turno sono entrate di diritto nel tabellone principale. In caso di ritiro di una o più giocatrici aventi diritto a queste sono subentrati le lucky loser, ossia le giocatrici che hanno perso nell'ultimo turno ma che avevano una classifica più alta rispetto alle altre partecipanti che avevano comunque perso nel turno finale.

## Teste di serie
1. Alison Van Uytvanck (qualificata)
2. Pauline Parmentier (qualificata)
3. Jana Fett (qualificata)
4. Richèl Hogenkamp (primo turno)

1. Françoise Abanda (secondo turno)
2. Sachia Vickery (ultimo turno)
3. Ana Bogdan (secondo turno)
4. Yanina Wickmayer (qualificata)

## Qualificate
1. Alison Van Uytvanck
2. Pauline Parmentier

1. Jana Fett
2. Yanina Wickmayer

### Lucky loser
1. Naomi Broady

## Tabellone

### Legenda
| - Q = Qualificato - WC = Wild card - LL = Lucky loser | - ALT = Alternate - SE = Special Exempt - PR = Protected Ranking | - w/o = Walkover - r = Ritirato - d = Squalificato |

### Sezione 1
|  | Primo turno | Primo turno         | Primo turno         | Primo turno | Primo turno |  |  | Secondo turno | Secondo turno       | Secondo turno    | Secondo turno  | Secondo turno |   |   | Ultimo turno | Ultimo turno        | Ultimo turno | Ultimo turno | Ultimo turno |  |
|  |             |                     |                     |             |             |  |  |               |                     |                  |                |               |   |   |              |                     |              |              |              |  |
|  | 1           | Alison Van Uytvanck | Alison Van Uytvanck | 6           | 6           |  |  |               |                     |                  |                |               |   |   |              |                     |              |              |              |  |
|  |             | Sofya Zhuk          | Sofya Zhuk          | 4           | 4           |  |  | 1             | Alison Van Uytvanck | 64               | 6              | 4             |   |   |              |                     |              |              |              |  |
|  | WC          | Anna-Lena Friedsam  | Anna-Lena Friedsam  | 65          | 5           |  |  |               | Barbara Haas        | 7                | 0              | 1r            |   |   |              |                     |              |              |              |  |
|  |             | Barbara Haas        | Barbara Haas        | 7           | 7           |  |  |               |                     |                  |                |               |   |   | 1            | Alison Van Uytvanck | 4            | 6            | 6            |  |
|  | WC          | Cristiana Ferrando  | 7                   | 0           | 0           |  |  |               |                     |                  | Patty Schnyder | 6             | 4 | 2 |              |                     |              |              |              |  |
|  |             | Patty Schnyder      | 5                   | 6           | 1r          |  |  |               | Patty Schnyder      | Patty Schnyder   | 6              | 6             |   |   |              |                     |              |              |              |  |
|  |             | Marie Bouzková      | 3                   | 6           | 3           |  |  | 5             | Françoise Abanda    | Françoise Abanda | 2              | 1             |   |   |              |                     |              |              |              |  |
|  | 5           | Françoise Abanda    | 6                   | 1           | 6           |  |  |               |                     |                  |                |               |   |   |              |                     |              |              |              |  |

### Sezione 2
|  | Primo turno | Primo turno        | Primo turno        | Primo turno | Primo turno |  |  | Secondo turno | Secondo turno      | Secondo turno      | Secondo turno | Secondo turno |   |   | Ultimo turno | Ultimo turno       | Ultimo turno | Ultimo turno | Ultimo turno |  |
|  |             |                    |                    |             |             |  |  |               |                    |                    |               |               |   |   |              |                    |              |              |              |  |
|  | 2           | Pauline Parmentier | Pauline Parmentier | 6           | 6           |  |  |               |                    |                    |               |               |   |   |              |                    |              |              |              |  |
|  |             | Alexa Glatch       | Alexa Glatch       | 0           | 3           |  |  | 2             | Pauline Parmentier | Pauline Parmentier | 6             | 6             |   |   |              |                    |              |              |              |  |
|  |             | Annika Beck        | 6                  | 3           | 2           |  |  |               | Kayla Day          | Kayla Day          | 4             | 3             |   |   |              |                    |              |              |              |  |
|  |             | Kayla Day          | 1                  | 6           | 6           |  |  |               |                    |                    |               |               |   |   | 2            | Pauline Parmentier | 3            | 7            | 6            |  |
|  |             | Naomi Broady       | Naomi Broady       | 6           | 6           |  |  |               |                    |                    | Naomi Broady  | 6             | 5 | 3 |              |                    |              |              |              |  |
|  |             | Tamara Korpatsch   | Tamara Korpatsch   | 1           | 4           |  |  |               | Naomi Broady       | 6                  | 3             | 6             |   |   |              |                    |              |              |              |  |
|  |             | Caroline Dolehide  | 2                  | 6           | 4           |  |  | 7             | Ana Bogdan         | 1                  | 6             | 3             |   |   |              |                    |              |              |              |  |
|  | 7           | Ana Bogdan         | 6                  | 4           | 6           |  |  |               |                    |                    |               |               |   |   |              |                    |              |              |              |  |

### Sezione 3
|  | Primo turno | Primo turno             | Primo turno             | Primo turno | Primo turno |  |  | Secondo turno | Secondo turno      | Secondo turno      | Secondo turno  | Secondo turno  |   |   | Ultimo turno | Ultimo turno | Ultimo turno | Ultimo turno | Ultimo turno |  |
|  |             |                         |                         |             |             |  |  |               |                    |                    |                |                |   |   |              |              |              |              |              |  |
|  | 3           | Jana Fett               | 65                      | 6           | 6           |  |  |               |                    |                    |                |                |   |   |              |              |              |              |              |  |
|  |             | Lesley Kerkhove         | 7                       | 3           | 1           |  |  | 3             | Jana Fett          | Jana Fett          | 6              | 6              |   |   |              |              |              |              |              |  |
|  |             | Jasmine Paolini         | Jasmine Paolini         | 5           | 2           |  |  |               | Fanny Stollár      | Fanny Stollár      | 1              | 4              |   |   |              |              |              |              |              |  |
|  |             | Fanny Stollár           | Fanny Stollár           | 7           | 6           |  |  |               |                    |                    |                |                |   |   | 3            | Jana Fett    | Jana Fett    | 7            | 6            |  |
|  |             | María Teresa Torró Flor | María Teresa Torró Flor | 4           | 5           |  |  |               |                    | 6                  | Sachia Vickery | Sachia Vickery | 6 | 1 |              |              |              |              |              |  |
|  |             | Alexandra Dulgheru      | Alexandra Dulgheru      | 6           | 7           |  |  |               | Alexandra Dulgheru | Alexandra Dulgheru | 5              | 2              |   |   |              |              |              |              |              |  |
|  |             | Bianca Andreescu        | Bianca Andreescu        | 4           | 3           |  |  | 6             | Sachia Vickery     | Sachia Vickery     | 7              | 6              |   |   |              |              |              |              |              |  |
|  | 6           | Sachia Vickery          | Sachia Vickery          | 6           | 6           |  |  |               |                    |                    |                |                |   |   |              |              |              |              |              |  |

### Sezione 4
|  | Primo turno | Primo turno         | Primo turno         | Primo turno | Primo turno |  |  | Secondo turno | Secondo turno       | Secondo turno       | Secondo turno    | Secondo turno    |   |   | Ultimo turno | Ultimo turno    | Ultimo turno    | Ultimo turno | Ultimo turno |  |
|  |             |                     |                     |             |             |  |  |               |                     |                     |                  |                  |   |   |              |                 |                 |              |              |  |
|  | 4           | Richèl Hogenkamp    | 62                  | 6           | 4           |  |  |               |                     |                     |                  |                  |   |   |              |                 |                 |              |              |  |
|  |             | Antonia Lottner     | 7                   | 3           | 6           |  |  |               | Antonia Lottner     | Antonia Lottner     | 6                | 6                |   |   |              |                 |                 |              |              |  |
|  | WC          | Katharina Hobgarski | Katharina Hobgarski | 6           | 7           |  |  | WC            | Katharina Hobgarski | Katharina Hobgarski | 3                | 3                |   |   |              |                 |                 |              |              |  |
|  |             | Dalma Gálfi         | Dalma Gálfi         | 1           | 63          |  |  |               |                     |                     |                  |                  |   |   |              | Antonia Lottner | Antonia Lottner | 5            | 4            |  |
|  |             | Arantxa Rus         | Arantxa Rus         | 62          | 2           |  |  |               |                     | 8                   | Yanina Wickmayer | Yanina Wickmayer | 7 | 6 |              |                 |                 |              |              |  |
|  |             | Alexandra Cadanțu   | Alexandra Cadanțu   | 7           | 6           |  |  |               | Alexandra Cadanțu   | Alexandra Cadanțu   | 2                | r                |   |   |              |                 |                 |              |              |  |
|  | WC          | Eléonora Molinaro   | Eléonora Molinaro   | 6           | 3           |  |  | 8             | Yanina Wickmayer    | Yanina Wickmayer    | 5                |                  |   |   |              |                 |                 |              |              |  |
|  | 8           | Yanina Wickmayer    | Yanina Wickmayer    | 7           | 6           |  |  |               |                     |                     |                  |                  |   |   |              |                 |                 |              |              |  |